# Antikärnvapenmärket
| Bokstäverna N och D i semaforalfabetet |  | Bokstäverna N och D i semaforalfabetet |
| Bokstäverna N och D i semaforalfabetet |  |                                        |

Antikärnvapenmärket, även kallat fredsmärket, användes av brittiska kärnvapennedrustningsorganisationen Campaign for Nuclear Disarmament i slutet av 1950-talet och har sedan dess använts världen över som en allmän fredssymbol. Symbolen är bildad av bokstäverna N och D i semaforalfabetet. De står för Nuclear Disarmament, kärnvapennedrustning.

## Historik
Vid påsk 1958 genomförde kärnvapenmotståndarna Direct Action Committe against Nuclear War, DAC, en demonstration mot en kärnvapenfabrik. DAC var en ganska ny organisation som valde att söka upp Campaign for Nuclear Disarmament för att bredda demonstrationen. Inför den ombads DAC-medlemmen och textildesignern Gerald Holtom att skapa enhetliga banderoller. Gerald Holtom skapade då även antikärnvapenmärket som ett sorts varumärke för demonstrationen. Bland annat gjordes ett antal knappar med symbolen i bränd lera som bars av demonstranterna.
Förutom bokstäverna N och D ur semaforalfabetet lade han till att cirkeln stod för det ofödda barnet och det brutna korset människans död, vilket tillsammans symboliserade mänsklighetens utplåning.

## Nerokorset
Det har hävdats att symbolen har äldre, antikristna eller ockulta innebörder. Symbolen har även kallats Nerokors efter kejsar Nero, under vars regeringstid aposteln Petrus korsfästes upp och ner, vilket har gett upphov till petruskorset.